# 유타 (임성왕)
임성왕 유타(任城王 劉佗, ? ~ ?)는 후한 말기의 황족으로, 마지막 임성왕이다. 하간정왕의 아들이다.

## 생애
희평 4년(175년), 임성왕에 봉해졌다.
연강 원년(220년), 후한이 멸망하고 조위가 들어서, 숭덕후(崇德侯)로 폄작되었다.

## 출전
- 범엽, 《후한서》 권8 효영제기·권42 광무십왕열전

| 선대 (1년 전) 유박 | 후한의 임성왕 175년 3월 - 220년 | 후대 (후한 멸망) |